# 15568 Jathe
15568 Jathe eller 2000 GP54 är en asteroid i huvudbältet som upptäcktes den 5 april 2000 av LINEAR i Socorro County, New Mexico. Den är uppkallad efter Adrien Chen-Wei Jathe.
Asteroiden har en diameter på ungefär 5 kilometer och den tillhör asteroidgruppen Koronis.